# Peter Wipf
Peter Wipf est un chimiste américain. Il est professeur émérite de chimie à l'Université de Pittsburgh. Ses recherches portent sur la découverte de nouveaux produits pharmaceutiques,.

## Biographie
Il est diplômé de l'Université de Zurich, Suisse, en 1984, obtient un Doctorat, de l'Université de Zurich, Suisse en 1987  et est chercheur postdoctoral à l'Université de Virginie en 1990 .
Wipf rejoint le département de chimie de l'Université de Pittsburgh en 1990 et y est toujours. Il est professeur titulaire en 1997 et professeur universitaire émérite de chimie  en 2004. En 2001, il est nommé Professeur de Sciences Pharmaceutiques à la Faculté de Pharmacie. Il est directeur du Centre de méthodologies chimiques et de développement des bibliothèques de l'université. Il est professeur auxiliaire au département de chimie de l'Université Duke depuis 2002,.
Ses recherches se concentrent sur la découverte de nouveaux médicaments à partir de la synthèse totale de produits naturels, la chimie organométallique et hétérocyclique et la chimie médicinale. Il siège à de nombreux comités consultatifs et éditoriaux dans les domaines de la chimie et de la pharmacie.
Wipf est l'auteur ou le co-auteur de plus de 500 publications académiques. Soixante-quinze de ses publications de recherche originales sont citées plus de 100 fois dans la littérature.
Il est membre de l'Association américaine pour l'avancement des sciences (2002), de la Société royale de chimie (FRSC) (2004) et l'American Chemical Society (2010). Il  reçoit le Prix Ernest Guenther en 2009.